# Crazy Climber
Crazy Climber (クレイジークライマー Kureijī Kuraimā?) es un videojuego de desplazamiento vertical producido por Nichibutsu (Nihon Bussan) y lanzado en salas recreativas en 1980. En Norteamérica, el juego también fue lanzado por Taito America. Los puertos para Arcadia 2001 y Atari 2600 se publicaron en 1982, seguidos por Famicom en 1986 y X68000 en 1993. 
Con el objetivo de escalar una serie de rascacielos usando dos joysticks (uno que controla el lado izquierdo del cuerpo del personaje y el otro el derecho), Crazy Climber fue el primero en un género de "juegos de escalada" que incluye Donkey Kong de 1981 de Nintendo. El género finalmente se hizo más conocido como juegos de plataformas y se define por saltos y recorridos entre plataformas, ninguno de los cuales se encuentra en Crazy Climber.
Crazy Climber fue el tercer juego de arcade con mayores ganancias de 1980 en Japón y también fue un éxito comercial en América del Norte. Una secuela menos conocida, Crazy Climber 2, se lanzó para salas de juegos en 1988.

## Cómo se juega

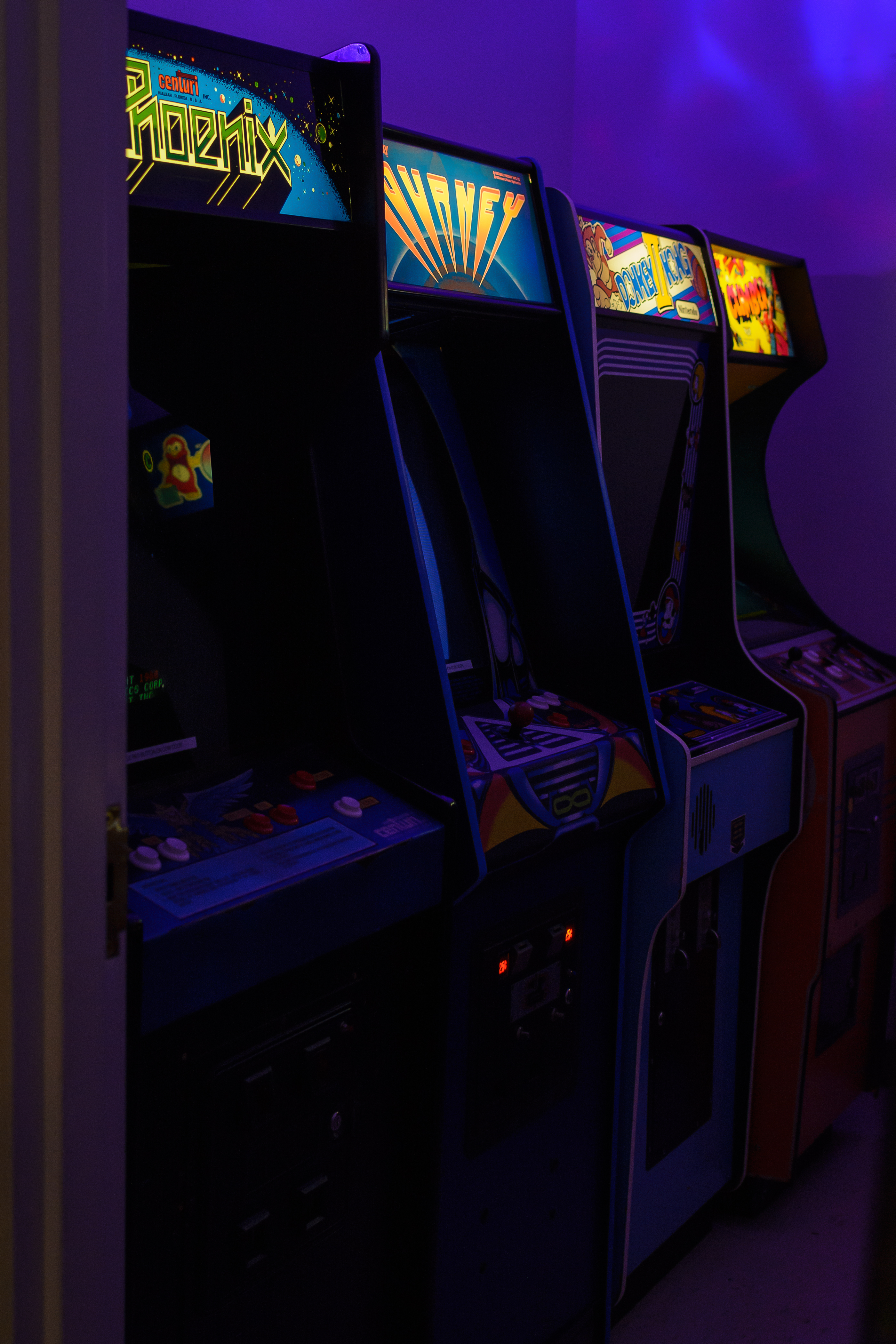
Gabinetes arcade de Phoenix, Journey, Donkey Kong, y Crazy Climber.

El jugador asume el papel de un escalador que intenta llegar a la cima de cuatro rascacielos. El escalador se controla a través de dos joysticks.

### Obstáculos
- Ventanas que abren y cierran.
- Vecinos que arrojan objetos como macetas, cubos de agua y frutas en un esfuerzo por derribar al trepador del edificio.
- Un cóndor, que arroja huevos y excrementos dirigidos al trepador.
- Un simio gigante cuyo puñetazo puede resultar mortal.
- Caída de vigas de acero y mancuernas de hierro.
- Cables vivos que sobresalen de los letreros eléctricos de Nichibutsu.
- Señales de escalador loco cayendo.

Algunos de estos peligros aparecen en todos los niveles del juego; otros hacen apariciones solo en etapas posteriores. Si el escalador sucumbe a alguno de estos peligros, un nuevo escalador ocupa su lugar en el punto exacto donde cayó; el último gran peligro es eliminado.
Un aliado que tiene el escalador es un "Globo de la suerte" rosa; si es capaz de agarrarlo, el escalador es transportado 8 pisos hasta una ventana. La ventana en la que cae el escalador puede estar a punto de cerrarse. Si la ventana en la que cae el escalador está completamente cerrada, el globo se detiene allí hasta que la ventana se abre nuevamente. El jugador en realidad no gana puntos de bonificación por atrapar el globo, pero se le otorga el 'valor de paso' normal por cada uno de los ocho pisos que pasa mientras sostiene el globo.
Si el escalador es capaz de ascender a la cima de un rascacielos y agarra al corredor de un helicóptero que espera, gana una bonificación y es transportado a otro rascacielos, que presenta más peligros que el pasado. El helicóptero solo espera unos 30 segundos antes de despegar.
Si el jugador completa los cuatro rascacielos, vuelve al primer rascacielos y el juego se reinicia desde el principio, pero el jugador mantiene su puntuación.
El nivel de dificultad de cualquier juego se modificó para tener en cuenta la habilidad de los jugadores anteriores. Por lo tanto, si un jugador eleva el puntaje más alto a 250,000, cualquier jugador novato que lo siga será completamente eliminado durante varios juegos, debido al mayor nivel de dificultad, y tendrá que jugar hasta que vuelva a bajar.
Las señales musicales utilizadas a lo largo del juego incluyen "Baby Elephant Walk", "The Pink Panther Theme" y "The Entertainer".
Si el escalador no se mueve durante varios segundos, una voz dice "¡Adelante!"
La versión Family Computer tenía un controlador especial que podía usarse con ella.

## Recepción
En Japón, Crazy Climber fue el tercer juego arcade más taquillero de 1980, justo por debajo de Pac-Man y Galaxian. Crazy Climber también fue el octavo juego de arcade más taquillero de Japón en 1981.
En América del Norte, Crazy Climber estuvo entre los diez juegos de arcade con mayores ganancias en el verano de 1982.

## Legado
- En 1981, Bandai Electronics fabricó una versión VFD portátil del juego.
- Bandai lanzó un juego de mesa en 3D en 1981, exclusivamente en Japón.
- Spider-Man (1982) para Atari 2600 era similar a Crazy Cimber, una variación de su formato de juego con habilidades añadidas de lanzamiento de telarañas y balanceo.
- Se produjo una secuela de 1985 titulada Crazy Climber '85, pero Nichibutsu la guardó a favor de Terra Cresta. Esta secuela inédita finalmente se incluyó en la versión de PlayStation de Nichibutsu Arcade Classics.
- En 1988 se produjo una secuela exclusivamente japonesa, Crazy Climber 2. El juego era esencialmente idéntico a Crazy Climber en el juego, pero presentaba gráficos más sofisticados y algunas características nuevas.
- El 3 de febrero de 1996, Hyper Crazy Climber se lanzó solo en Japón para PlayStation. Tiene una jugabilidad similar a la del juego original, pero también algunas diferencias. Los jugadores pueden elegir entre tres personajes de dibujos animados, cada uno con sus propios atributos de fuerza/velocidad. Se pueden seleccionar varios edificios desde una pantalla de mapa estilo Bomberman, incluido un edificio submarino, una torre de reloj medieval, un rascacielos embrujado y un tallo de frijoles. También se utilizan potenciadores. También se lanzó para Windows el 30 de noviembre del mismo año.
- El 2 de marzo de 2000, se lanzó Crazy Climber 2000 para PlayStation. Esta es más una nueva versión del juego de arcade original que utiliza gráficos en 3D por primera vez. Una característica notable es la capacidad de doblar esquinas y acceder a diferentes lados de los edificios, que ahora tienen una variedad de diseños (incluido uno con forma cilíndrica similar a una torre). El juego incluía el puerto original del arcade Crazy Climber y un escaneo del panel de instrucciones. Al igual que Hyper Crazy Climber, que se lanzó para la misma consola 4 años antes, Crazy Climber 2000 solo se lanzó en Japón.
- El editor japonés HAMSTER lanzó la versión arcade de Crazy Climber bajo su línea de juegos clásica Oretachi Geasen Zoku Sono (オレたちゲーセン族) para PlayStation 2 el 21 de julio de 2005.
- Crazy Climber Wii se lanzó para Wii en Japón el 20 de diciembre de 2007.
- El juego de arcade se lanzó en la consola virtual en Japón el 23 de febrero de 2010.
- El juego fue lanzado para Nintendo Switch por HAMSTER bajo su serie Arcade Archives en febrero de 2018.[8] Se había lanzado previamente el 15 de mayo de 2014 para PlayStation 4 como la primera entrada de la serie.[9]